# Industrijärnväg

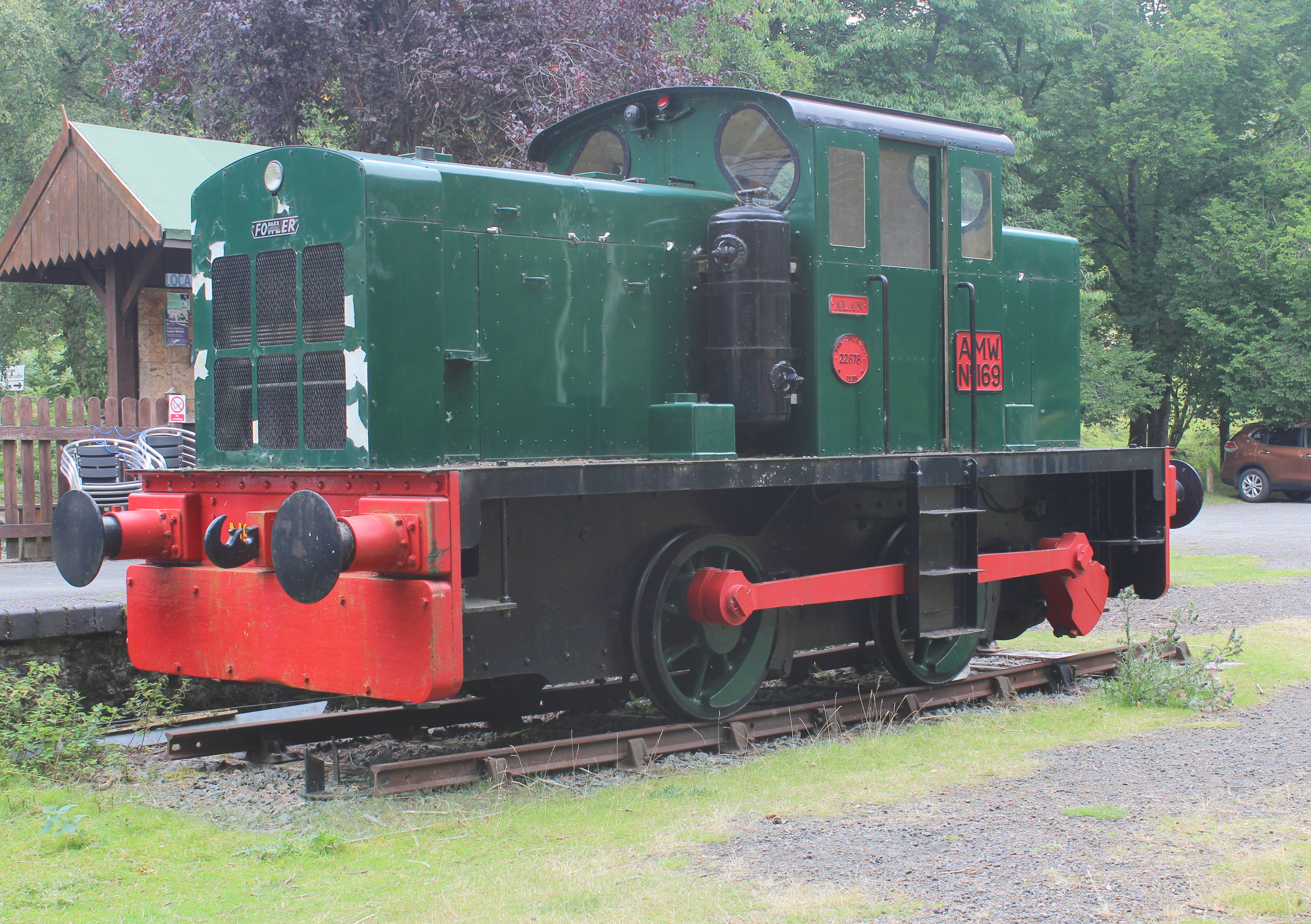
Brittiskt industriellt diesellok (1939) som används för krigstidsproduktion.

En industrijärnväg, är en industribana som är anlagd för att möta en större industris (till exempel ett stålverks eller ett pappersbruks) lokala fraktbehov. Trafiken sköts ofta av egen personal och egna lok.

## Exempel på industribanor i Sverige
- Ohsabanan
- Vällenbanan
- Nohabjärnvägen